# Владивосток (аеропорт)

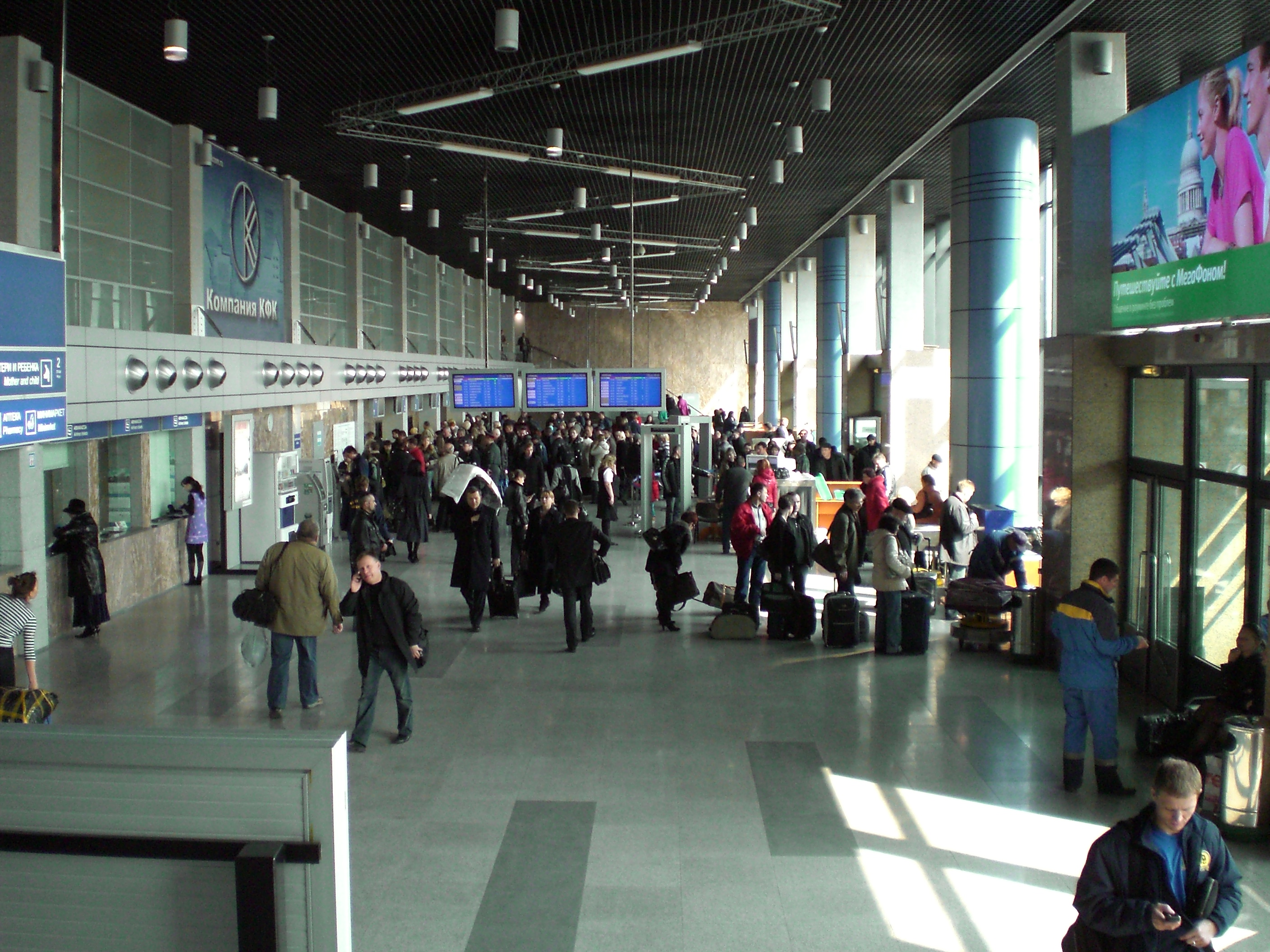
Зал реєстрації у терміналі внутрішніх рейсів

Міжнародний аеропорт Владивосток (IATA: VVO, ICAO: UHWW) — міжнародний аеропорт, розташований біля міста Артем за 44 км від міста Владивостока, з яким сполучено автомобільним і пасажирським залізничним транспортом до станції «Аеропорт» за 6 км від аеропорту. 
Аеропорт є хабом для:
- Аврора
- S7 Airlines

## Опис
В аеропорту є два пасажирських та один вантажний термінали. Є також два аеродроми:
- «Кневічі» — для літаків місцевих і дальніх авіаліній. Є дві злітно-посадочні смуги з штучним покриттям: один довжиною 3500 м і шириною 60 м, міцність покриття PCN 44/R/B/X/T (змішана), друга довжиною 2700 м і шириною 60 м, міцність покриття PCN 28 / R / B / X / T.

Приймаємі повітряні судна: літаки Ан-124, Іл-62, Іл-76, Іл-86, Ту-134, Ту-154, Ту-204, Airbus A310, Airbus A320, Airbus A330, Боїнг 737, Боїнг 747, Боїнг 757, Боїнг 767, Як-40 тощо, а також вертольоти всіх типів. 
- «Озерні Ключі» — для літаків місцевих авіаліній. Має дві злітно-посадочні смуги з штучним покриттям шириною по 21 м кожна і довжиною 1000 м і 600 м. На середину 2010-х регулярні рейси не виконуються, аеродром використовується місцевими аероклубами.

## Розширення та модернізація
Внутрішній термінал аеропорту зазнав повну реконструкцію у 2005-2006 роках, що зробило його одним з найзручніших і найсучасніших терміналів аеропорту Росії. Оновлений термінал було знову відкрито 19 грудня 2006 року.
Новий термінал (термінал А) було побудовано у 2012 році. Кошторисна вартість робіт 7 млрд руб . Ємність цієї нової будівлі терміналу становить 3,5 мільйона пасажирів/рік Злітно - посадкова смуга 07R / 25L також була реконструйована і подовжена, до 3500 метрів. Ця нова злітно - посадкова смуга здатна приймати всі типи повітряних суден без будь - яких обмежень

## Авіалінії та напрямки, жовтень 2020

### Пасажирські
| Авіакомпанія             | Пункт призначення |
| ------------------------ | --- |
| Aeroflot                 | Москва-Шереметьєво |
| Air Busan                | Пусан |
| Air Koryo                | Пхеньян |
| All Nippon Airways       | Токіо-Наріта |
| Angara Airlines          | Улан-Уде |
| Аврора                   | Пекін, Благовєщенськ, Пусан, Дальногорськ, Дальнореченськ, Харбін, Кавалерово, Хабаровськ, Комсомольськ-на-Амурі, Петропавловськ-Камчатський, Пластун, Сеул-Інчхон, Терней, Токіо-Наріта, Южно-Сахалінськ Сезонні: Яньцзи             |
| Beijing Capital Airlines | Сезонний: Сіань |
| China Express Airlines   | Ціцікар |
| China Southern Airlines  | Харбін Сезонний: Таосянь |
| Eastar Jet               | Сезонний: Сеул-Інчхон |
| IrAero                   | Благовєщенськ, Чита, Іркутськ, Улан-Уде |
| Japan Airlines           | Токіо-Наріта |
| Jeju Air                 | Муан, Сеул-Інчхон |
| Juneyao Airlines         | Нанкін, Шанхай-Пудун |
| Korean Air               | Сеул-Інчхон |
| PegasFly                 | Хабаровськ |
| Rossiya Airlines         | Москва-Шереметьєво |
| S7 Airlines              | Бангкок-Суварнабхумі, Пекін-Дасин, Гонконг, Іркутськ, Хабаровськ, Красноярськ-Ємельяново, Магадан, Новосибірськ, Петропавловськ-Камчатський, Санья, Сеул-Інчхон, Шанхай-Пудун, Токіо-Наріта, Южно-Сахалінськ Сезонний: Анадир Якутськ |
| T'way Air                | Сезонний: Сеул-Інчхон |
| Ural Airlines            | Пекін-Дасин, Ченду-Шуанлю, Далат-Льєнкхионг, Іркутськ, Краснодар, Новосибірськ, Паттайя, Тітосе, Ст. Петербург, Єкатеринбург Сезонний: Бангкок-Суварнабхумі, Чанчунь                                                                  |
| Uzbekistan Airways       | Сезонний: Ташкент |
| Vietnam Airlines         | Сезонний чартер: Камрань, Фукок |
| Yakutia Airlines         | Магадан, Якутськ |

## Статистика
| Рік  | Пасажирообіг | % Зміна |
| ---- | ------------ | ------- |
| 2010 | 1,263,000    | ▬       |
| 2011 | 1,457,000    | ▲ 15.4% |
| 2012 | 1,624,000    | ▲ 11.5% |
| 2013 | 1,853,000    | ▲ 14.1% |
| 2014 | 1,792,000    | ▼ 3.3%  |
| 2015 | 1,698,178    | ▼ 5.2%  |
| 2016 | 1,850,311    | ▲ 9%    |
| 2017 | 2,179,000    | ▲ 17.8% |
| 2018 | 2,634,000    | ▲ 21%   |